# Statens Sprogcenter (Letland)
Statens Sprogcenter (lettisk: Valsts valodas centrs eller VVC) er en statslig lettisk myndighed til regulering af det lettiske sprog. Myndigheden oprettedes i 1992 med hjemsted i Riga, hovedstaden i Letland, for at håndhæve den lettiske lov om lettisk sprogbrug af 5. maj 1992. Den 1. juli 2009 overtog VVC statsagenturet Oversættelses- og Teminologicentret (lettisk: Tulkošanas un terminoloģijas centrs).
Sprogcentret består blandt andet af en statslig sproginspektion, hvis opgave er at inspicere al lettisk lovgivning; en stednavnskommission, der skal bevare historisk og kulturelt korrekte lettiske stednavne; en sprogekspertkommission til at dyrke og standardisere det lettiske litterære sprog og fremme dets udvikling.